# Lithophyllum sancti-georgei
Lithophyllum  sancti-georgei M. Lemoine, 1929  é o nome botânico  de uma espécie de algas vermelhas pluricelulares do gênero Lithophyllum, família Corallinaceae.
- São algas marinhas encontradas nas ilhas Galápagos.

## Sinonímia
- Não apresenta sinônimos.